# Barbarella (diskotek)
För andra betydelser, se Barbarella.
Discotheque Barbarella var ett diskotek i Växjö under 1970- och 1980-talen.
I Växjös mycket begränsade nöjesliv spelade Barbarella en central roll. Diskoteket öppnade 1971 på Verkastadsgatan i västra industriområdet i stadens utkant och drog publik från stora delar av regionen.
Entreprenörerna bakom Barbarella lyckades under 1970-talet få många kända svenska och utländska band att uppträda i Växjö. De kom i början av sin karriär eller då de stod på topp.
Diskoteket stängde 1992.

## Konserter på Barbarella (urval)
- Colosseum, 1971
- Manfred Mann's Earth Band, 5 oktober 1973
- John Holm, 31 januari 1975
- Thin Lizzy, 18 oktober 1975
- AC/DC, 23 juli 1976
- Sex Pistols, 23-24 juli 1977
- Magnus Uggla, 23 november 1977
- The Groundhogs
- Procol Harum
- Status Quo, 27 november 1971
- Doctors of Madness
- The Sweet, 16 januari 1972
- John Cale
- Eric Burdon från The Animals
- Savage Rose
- Pugh Rogefeldt
- Hoola Bandoola Band
- Tasavallan presidentti
- Ekseption
- Gasolin
- The Troggs
- Ian Hunter från Mott the Hoople